# 江立华
江立华（1965年1月—），安徽歙县人，享受国务院政府特殊津贴专家，华中师范大学教授。

## 生平
1984年毕业于安徽师范大学历史系，1988年于河北大学获历史学硕士学位，同年留校任教。2000年于首都师范大学获历史学博士学位。2001年入职华中师范大学，曾任华中师范大学社会学系主任，社会学院常务副院长、学术委员会主任。

## 学术贡献
主要从事人口社会学和城市社会学领域的研究工作。主持国家社科基金重大项目、重点项目等课题多项，发表论文100余篇。是教育部“马工程”教材首席专家和国家级精品课负责人。

## 社会兼职
国家社科基金社会学评审组专家，中国社会学会常务理事，中国人口学会理事，湖北省社会学会副会长，湖北省人口学会副会长。

## 著作
- 《中国城市社区福利》（2008年，社会科学文献出版社）
- 《中国农民工权益保障研究》（2008年，中国社会科学出版社）
- 《社区工作》（主编）（2009年，华中科技大学出版社）
- 《转型期留守儿童问题研究》（2013年，上海三联书店）
- 《农民工的转型与政府的政策选择》（2014年，中国社会科学出版社）
- 《新型城乡一体化发展的探索》（2018年，中国社会科学出版社）
- 《从浮萍到扎根：农业转移人口的市民化》（2019年，社会科学文献出版社）